# Nera (Danube)
Pour les articles homonymes, voir Nera.
La Nera (en roumain : Nera ; en serbe Nera ou Нера ; en hongrois: Néra) est une rivière de 124 km, affluent gauche du Danube, qui arrose principalement la Roumanie et, dans une moindre mesure, la Serbie.
Le Nera coule dans les Carpates occidentales roumaines et appartient au bassin versant de la mer Noire ; son propre bassin s'étend sur 1 240 km2. La rivière n'est pas navigable.

## Roumanie
Le Nera prend sa source dans les monts Semenic (en roumain : Muntii Semenic), la partie la plus orientale de la région du Banat roumain, au sud de la ville de Reșița, dans le județ de Caraș-Severin. La rivière s'oriente vers le sud, au niveau de la crête de Piatra Grozbe, sous laquelle elle jaillit. À la hauteur du village de Borlovenii Vechi, la Nera s'oriente vers le sud-ouest, coulant entre les monts Semenic et du Banat. Dans cette section, le Nera reçoit son affluent gauche, la Rudăria, et longe de nombreux villages, comme Prilipeț, Dalboșeț et Moceriș, jusqu'à ce qu'elle atteigne Șopotu Nou, où elle se tourne brusquement vers le nord-ouest, vers les monts de Semenic. Elle traverse les villages de Sasca Română, Sasca Montana, Slatina Nera et Naidăș, village à partir duquel la rivière constitue la frontière entre la Roumanie et la Serbie le long de ses 27 km restants.

## Rivière frontalière
Dans sa section frontalière, la Nera traverse la dépression de Bela Crkva (Belocrkvanska kotlina ; en cyrillique : Белоцркванска котлина) ainsi que les villages roumains de Lescovița, Zlatița et Socol, et, du côté serbe, le village de Kusić. À Vračev Gaj la rivière réoriente sa course vers le sud et se jette dans le Danube près du village de Stara Palanka. Dans la dernière partie de son cours, la Nera mesure entre 20 et 40 m de large, avec des profondeurs variables. 